# Dictionnaire des ouvrages anonymes et pseudonymes
Das Dictionnaire des ouvrages anonymes et pseudonymes, mit vollständigem Titel Dictionnaire des ouvrages anonymes et pseudonymes composés, traduits ou publiés en français, avec les noms des auteurs, traducteurs et éditeurs, ist ein vierbändiges, 1806–1809 erschienenes Nachschlagewerk von Antoine-Alexandre Barbier (1765–1825), in dem die Pseudonyme französischer und lateinischer Autoren aufgeführt sind. Kurz vor seinem Tod publizierte er eine zweite Auflage (1822–1824).